# عوض خمیس
عوض خمیس (عربی: عوض خميس آل فرج؛ زادهٔ ۱۵ ژوئیهٔ ۱۹۸۸) یک ورزشکار اهل عربستان سعودی است.
از باشگاه‌هایی که در آن بازی کرده‌است می‌توان به باشگاه فوتبال نجران عربستان سعودی و باشگاه فوتبال النصر عربستان سعودی اشاره کرد.
وی همچنین در تیم‌های ملی فوتبال عربستان سعودی ۲۱:۲۲، ۲۶ دسامبر ۲۰۱۶ (UTC) بازی کرده است.